# .mq
Pour les articles homonymes, voir MQ.
.mq est le domaine de premier niveau national réservé à la Martinique (France), enregistré en 1997.

## Statistiques d'usage
En août 2024, environ 1 100 domaines utilisent l'extension .mq.